# Monte Arcioni
Monte Arcioni è un rilievo dei Monti Reatini che si trova nel Lazio, nella Rieti, tra il comune di Leonessa e quello di Cittareale.